# Andrea Fulvio
Andrea Fulvio (em suas publicações em latim e correspondência Andreas Fulvius; c. 1470-1527) foi um humanista, poeta e antiquário da Renascença italiana, ativo em Roma, que aconselhou Rafael nas reconstruções da Roma antiga como cenário para seus afrescos. Fulvio era o companheiro e cicerone de Rafael enquanto exploravam as ruínas, mostrando a Rafael o que era essencial para ser desenhado e ex-temporizador sobre eles.

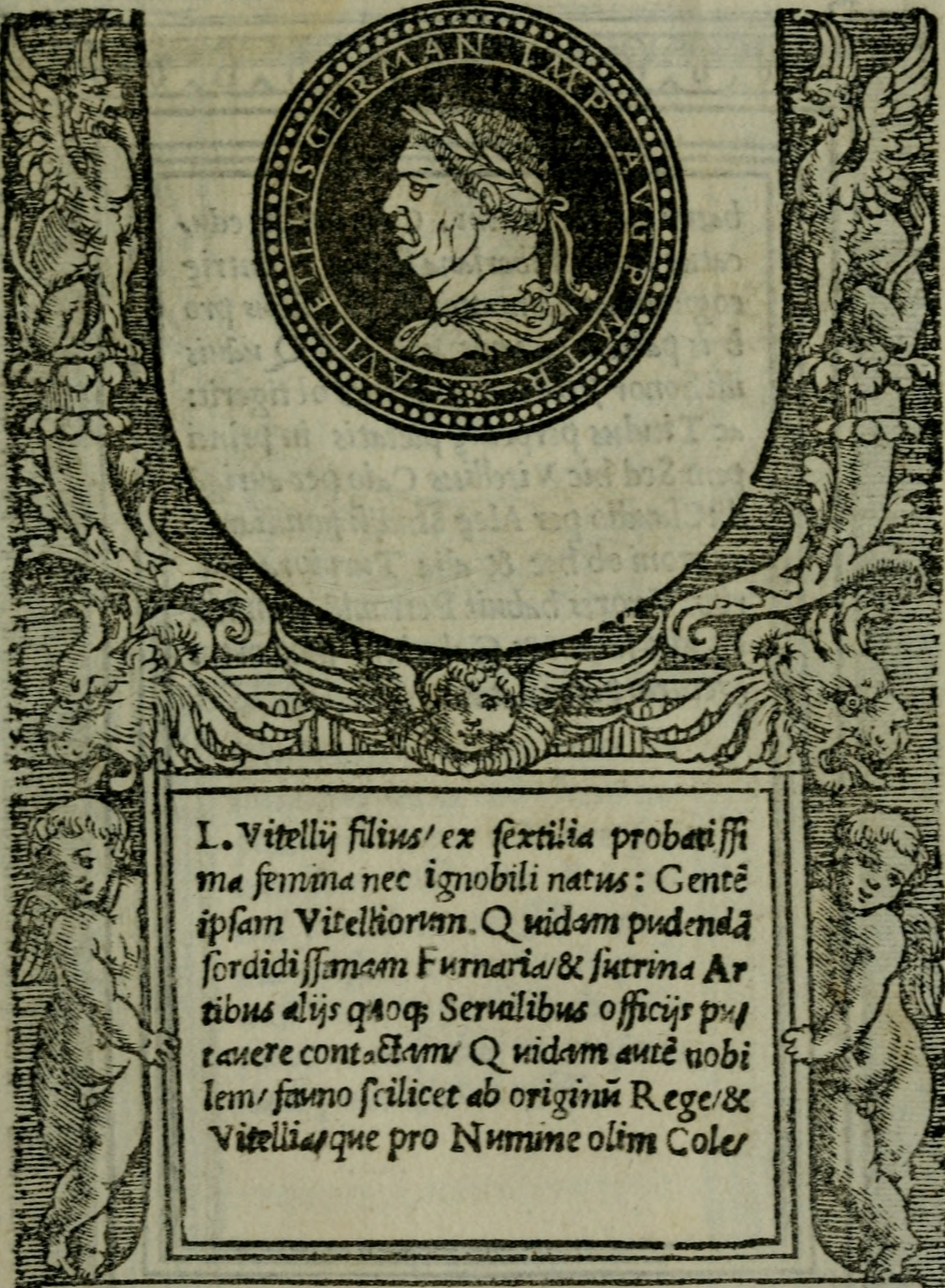
Illustrium imagina

Fulvio publicou dois volumes. Um deles continha as primeiras tentativas de identificar rostos famosos da Antiguidade a partir de evidências numismáticas, seu Illustrium ricamente ilustrado imagina 1515, as cabeças de retrato possivelmente de Giovanni Battista Palumba. O outro foi um guia das antiguidades da cidade, Antiquitates Urbis, publicado no ano desastroso de 1527. Para um mercado mais popular, suas obras foram coletadas e traduzidas para o italiano em 1543, como Ópera de Andrea Fulvio do antichità della città di Roma (Veneza, 1543). Foi tão útil como um guia que foi atualizado por Girolamo Ferrucci e reimpresso em Veneza, 1588, como Antichità di Roma ... corretta & amplificata.
Antiquitates Urbis forneceu mais do que um novo guia para as antiguidades de Roma visto pelos olhos críticos de um humanista, o primeiro de um gênero de estudos topográficos antiquários que se estendem até os nossos dias. Também observou a introdução da impressão em Roma na geração anterior e identificou algumas coleções, como as antiguidades de Angelo Colocci em sua vila, ao lado das moedas romanas do Aqua Virgo e Andrea Cardinal della Valle. Muitas das observações astutas registradas em Antiquitates Urbis, de Fulvio, resistiram aos testes do tempo: o camelo romano de tamanho médio, Camillus, então conhecido como Zingara ("cigana"), ele identificou pela primeira vez como um jovem empregado e o Marfório ele reconheceu como um deus do rio reclinado, um tipo iconográfico romano desconhecido pelas gerações anteriores de antiquários. Ele observou o gesto pacificador do cavaleiro Marco Aurélio.